# Багапов, Александр Хамзаевич
Алекса́ндр Хамза́евич Бага́пов (14 июля 1960, Краснодар, РСФСР, СССР) — советский и российский футболист, полузащитник, российский арбитр. Мастер спорта СССР (1984).

## Карьера
Заниматься футболом начал в Нальчике, где его первым тренером был Г. Р. Ватьян, затем продолжил обучение в группе подготовки «Кубани», где тренером был его отец Хамза. С 1976 по 1978 год провёл в составе «Кубани» 22 матча. В 1979 году сначала выступал за майкопскую «Дружбу», в 32 встречах забив 2 гола, а затем пополнил ряды куйбышевских «Крыльев Советов», в составе которых играл до 1980 года, проведя за это время 10 матчей и забив 1 мяч в чемпионате СССР, и ещё сыграв 5 встреч и забив 1 гол в Кубке.
С 1980 по 1983 год снова защищал цвета «Кубани», провёл 75 матчей и забил 4 мяча в чемпионатах и первенстве СССР, и ещё 4 раз забил в 25 поединках турнира дублёров Высшей лиги в сезонах 1980 и 1981 годов. С 1984 по 1986 год выступал за одесский «Черноморец», в составе которого сыграл 52 встречи и забил 4 гола в чемпионате, и ещё принимал участие в розыгрыше Кубка УЕФА, забил мяч в ворота мадридского «Реала».
C 1987 по 1988 год снова играл за «Кубань», в 54 матчах забил 11 голов и стал чемпионом РСФСР в сезоне 1987 года. Затем в 1988 году снова выступал за майкопскую «Дружбу», в 20 поединках забил 5 мячей. С 1989 по 1990 год опять защищал цвета «Кубани», в 68 встречах забил 7 голов. Всего за время карьеры провёл за «Кубань» 219 встреч и забил 22 мяча в чемпионатах и первенстве, и ещё принял участие в 10 поединках Кубка СССР.
С 1991 по 1993 год играл в составе белореченского «Химика», провёл 94 матча и забил 27 мячей в первенствах СССР и России. В сезоне 1994 года сыграл 8 встреч за краснодарский «Колос». В 1995 году выступал за любительскую команду «Монолит» из станицы Новотитаровской.
Выступал за юношескую и молодёжную сборные СССР.
С 1996 по 2005 год был судьёй РФС. С 1994 года работает в краснодарской СДЮСШОР-5, ныне является тренером команд 1996 и 2002 годов рождения.
Чемпион РСФСР: 1987